# Spanische Faustballnationalmannschaft der Männer
Die spanische Faustballnationalmannschaft der Männer ist die von den spanischen Nationaltrainern getroffene Auswahl spanischer Faustballspieler. Sie repräsentieren die Associació Fistball Spain auf internationaler Ebene bei Veranstaltungen der European Fistball Association und International Fistball Association.

## Männernationalmannschaft
Die Männernationalmannschaft aus Spanien nahm bei der Europameisterschaft 2008 zum ersten Mal an einer internationalen Veranstaltung teil. Bis 2015 startete die Auswahl für Katalonien, bei der Europameisterschaft 2016 in Österreich trat das Team zum ersten Mal für Spanien an.

### Internationale Erfolge

#### Europameisterschaften
Die Mannschaft hat bisher an insgesamt drei Europameisterschaften teilgenommen.
Als Katalonien
- 2008 in  Deutschland: 7. Platz (von 7)
- 2010 in der  Schweiz: 7. Platz[1] (von 7)

Als Spanien
- 2016 in  Österreich: 8. Platz (von 8)